# Dębowiec (Lelkowo)

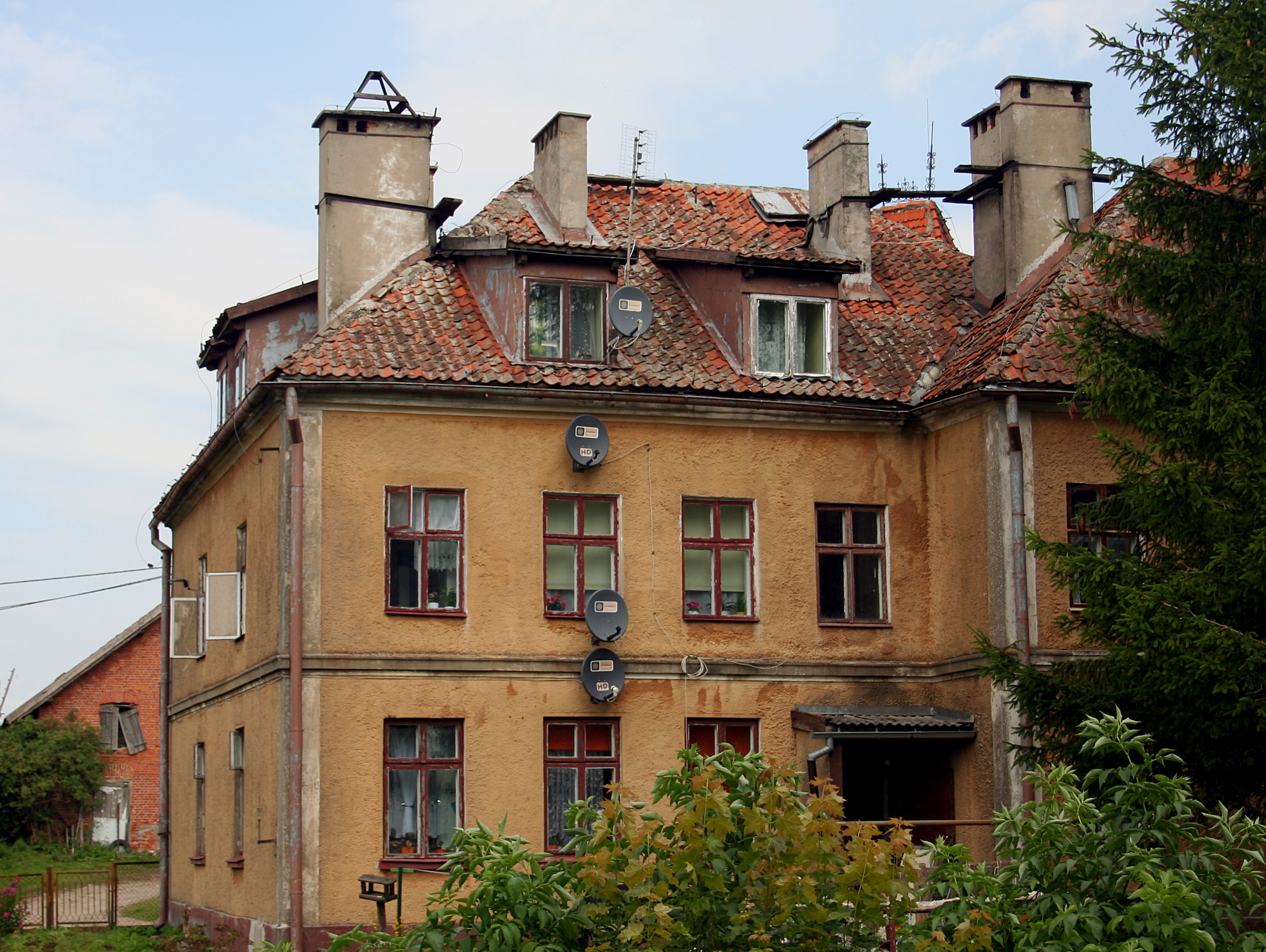
Haus an der Herz-Jesu-Kirche in Dębowiec

Dębowiec (deutsch Eichholz) ist ein Dorf im Nordwesten der polnischen Woiwodschaft Ermland-Masuren, das zur Gmina Lelkowo (Lichtenfeld) im Powiat Braniewski (Kreis Braunsberg) gehört.

## Geographie
Dębowiec liegt zehn Kilometer südlich der Staatsgrenze zwischen Polen und Russland (Oblast Kaliningrad (Königsberger Gebiet)) und 27 Kilometer südöstlich der Kreisstadt Braniewo (Braunsberg) an der Woiwodschaftsstraße 510, die von der polnisch-russischen Grenze (bis 1945 von Ludwigsort (russisch: Laduschkin) über Zinten (Kornewo) kommend) bei Głębock (Tiefensee) über Lelkowo (Lichtenfeld) nach Pieniężno (Mehlsack) führt. In Dębowiec münden zwei Nebenstraßen aus westlicher Richtung von Kildajny (Kildehnen) bzw. östlicher Richtung von Dobrzynka (Guttenfeld) ein.
Bis 1945 bestand über die zwei Kilometer entfernte Bahnstation Lichtenfeld (polnisch: Lelkowo) Anschluss an die Reichsbahnstrecke von Königsberg (Preußen) (russisch: Kaliningrad) über Zinten (Kornewo) nach Allenstein (polnisch: Olsztyn).

## Ortsname
Die Ortsbezeichnung Eichholz kommt in Deutschland wohl ebenso häufig vor wie der Name Dębowiec in Polen.

## Geschichte
Das heutige Dębowiec ist ebenso wie das frühere Eichholz ein eher kleines Dorf. Im Jahr 1910 waren in der Landgemeinde und im Gutsbezirk Eichholz insgesamt 450 Einwohner registriert. Bis 1933 stieg ihre Zahl auf 467 und betrug 1939 bereits 484.
Eichholz gehörte vor 1945 zum Landkreis Heiligenbeil (heute russisch: Mamonowo) im Regierungsbezirk Königsberg (Kaliningrad) in der preußischen Provinz Ostpreußen. Seit 1945 ist Dębowiec polnisch und heute eine Ortschaft der Gmina Lelkowo im Powiat Braniewski in der Woiwodschaft Ermland-Masuren (1975–1998 Woiwodschaft Elbląg).

### Amtsbezirk Eichholz
Am 11. Juni 1874 wurde aus 14 Gemeinden bzw. Gutsbezirken der Amtsbezirk Eichholz mit Sitz in Eichholz gebildet.
Zu den Gemeinden gehörten:
- Bartken (heute polnisch: Bartki)
- Eichholz (Dębowiec)
- Köllmisch Gedau, bis 1931: (Königlich) Gehdau (Giedawy)
- Kildehnen (Kildajny)
- Lichtenfeld (Lelkowo)
- Müngen (Miłaki)
- Perbanden (Przebędowo)
- Schlepstein (Słup)
- Schönborn (Zdrój)
- Wohlau (Wołowo)

Außerdem waren die Gutsbezirke Eichholz (Dębowiec), Mühlenfeld (Młyniec), Weißels (Wiślina) und Wilknitt (Wilknity) beteiligt.
Nach häufigen Umgliederungen und Einzel-Eingemeindungen bestand der Amtsbezirk Eichholz ab 1. September 1931 aus folgenden Landgemeinden: Eichholz (Dębowiec), Kildehnen (Kildajny), Köllmisch Gehdau (Giedawy), Lichtenfeld (Lelkowo), Müngen (Miłaki), Perbanden (Przebędowo), Schönborn (Zdrój), Wilknitt (Wilknity) und Wohlau (Wołowo). Diese Aufgliederung blieb bis 1945 erhalten.

## Religionen

### Pfarrkirche
Die Kirche von Eichholz stammt aus dem 15./16. Jahrhundert und wurde um 17. und auch im 19. Jahrhundert baulich verändert und restauriert. Bis 1945 war sie ein evangelisches Gotteshaus, bis sie dann als katholische Kirche eine neue Weihe und den Namen Kościół pw. Najświętszego Serca Pana Jezusa erhielt. Eine Glocke stammt wohl aus der Kirche in Pellen (heute polnisch: Piele).

### Kirchspiel/Pfarrei
Das Kirchspiel Eichholz gab es schon in vorreformatorischer Zeit. Bis 1945 gehörte es als evangelischer Pfarrsprengel zum Kirchenkreis Heiligenbeil (heute russisch: Mamonowo) in der Kirchenprovinz Ostpreußen der Evangelischen Kirche der Altpreußischen Union.
Die vor 1945 zugehörigen etwa 2000 Gemeindeglieder wohnten in den 13 Kirchspielorten (* = Schulorte):
- Bartken (Bartki)
- Eichholz (Dębowiec)
- Köllmisch Gedau (Giedawy)
- Kildehnen (Kildajny)
- Lichtenfeld (Lelkowo)
- Mühlenfeld (Młyniec)
- Müngen (Miłaki)
- Perbanden (Przebędowo)
- Schlepstein (Słup)
- Schönborn (Zdrój)
- Splentienen (Plecionka)
- Weißels (Wiślina, neu wohl: Białobór)
- Wilknitt (Wilknity), auch: 
Wilknicki Młyn (Wilknitter Mühle)
- Wohlau (Wołowo)

Heute gehören zur Pfarrei Dębowiec zwei Filialgemeinden: Głębock (Tiefensee) und Lelkowo (Lichtenfeld). Sie ist in das Dekanat Pieniężno (Mehlsack) im Erzbistum Ermland der Katholischen Kirche in Polen eingegliedert. Hier lebende evangelische Kirchenglieder gehören zur Diözese Masuren der Evangelisch-Augsburgischen Kirche in Polen.

### Pfarrer
Von der Reformation bis zur Vertreibung im Jahr 1945 waren als evangelische Geistliche in Eichholz tätig:
- Matthias Wenceslaus, 1527
- Peter Meibom, 1547
- Michael Stiefel, 1550–1551
- Andreas Hintz, 1551–1575
- Bartholomäus Kursener, 1575
- Friedrich Engelcke, 1603–1605
- Valentin, Schultetus, ab 1605
- Johann Reimann, 1658–1668
- Martin Schultz, 1668–1722
- Samuel Bergau, 1710–1734
- Johann Christoph Mitwede, 1735–1780
- Christoph Albrecht Weber, 1780–1792
- Bernhard Heubachm, 1791–1800
- Johann Carl Huhn, 1800–1813
- Johann Friedrich Ernst Apitz, 1813–1825
- Theodor Laudien, 1826–1827
- Adalbert Julius L. von Schäwen, 1827–1844
- Carl Wilhelm van Bergen, ab 1844
- Friedrich Wilhelm Rousselle, 1848–1859
- August Theodor Feldkirch, 1860–1873
- August Theodor Thiem, 1873–1898
- Carl August Hermann Geiger, 1899–1929
- Bruno Wiebe, 1929–1936
- Werner Ebert, 1936–1937
- Friedrich Wilhelm Grunz, 1937–1945

Augenblicklich (2010) amtiert in Dębowiec der katholische Pfarrer Piotr Piasecki.